# Formula One Teams Association
De Formula One Teams Association (FOTA) is een groep van Formule 1 teams die werd opgericht tijdens een bijeenkomst in Maranello op 29 juli 2008. De eerste voorzitter van de vereniging was Luca di Montezemolo. Hij is inmiddels opgevolgd door Martin Whitmarsh.

## De organisatie
De organisatie geeft de teams een stem in de lopende besprekingen met de FIA en de Formula One Group met betrekking tot de toekomst van Formule 1, onder leiding van di Montezemolo. De eerste taak van FOTA zal worden om te onderhandelen over de voorwaarden van het nieuwe Concorde Agreement (Concordeverdrag). De groep zal ook het voorstel van de FIA voor het Formule 1-seizoen van 2011 ter discussie stellen. De teammanager van Brawn GP, Ross Brawn, heeft voorgesteld deze activiteit te coördineren. Als de teams het niet voor oktober 2008 eens kunnen worden, dan zal de FIA zijn eigen regels hanteren.
Door de budgetlimietdiscussie zijn Williams en Force India tijdelijk geschorst. Dit komt doordat ze zich onvoorwaardelijk hadden ingeschreven voor het seizoen van 2010, wat door de FOTA strikt verboden was. Er werd niet ingeschreven als de budgetlimiet niet werd afgeschaft. Op 9 september 2009 werd bekendgemaakt dat Williams en Force India opnieuw bij de FOTA behoren.
Na een lange discussies, op de avond van 18 juni 2009, heeft de FOTA aangekondigd een eigen GP-serie op te zetten los van de Formule 1. Dit is uiteindelijk niet doorgegaan en alles is weer in orde gekomen tussen de FIA en de FOTA. Er is een nieuw Concordeverdrag getekend tot en met het seizoen 2012 zonder een budgetlimiet die Max Mosley zo graag wilde.
Vanaf de oprichting is Ferrari-president Luca di Montezemolo de voorzitter van de organisatie geweest. Vanaf 19 januari 2010 werd bekendgemaakt dat oud-McLaren-teambaas Martin Whitmarsh de nieuwe voorzitter werd van de FOTA. Op dit moment is oud-Lotus-teambaas Éric Boullier vicevoorzitter van FOTA.
Op 10 januari 2011 maakte HRT bekend dat het de FOTA verlaat omdat het volgens hen een organisatie is die alleen in het belang werkt van de grote teams. De voorzitter van de FOTA Martin Whitmarsh heeft echter gezegd dat het team de contributie vorig jaar niet heeft betaald en om die reden niet meer lid is van de organisatie.
Op 2 december 2011 maakten Ferrari, Red Bull en Sauber bekend dat ook zij de FOTA verlaten vanwege het gesteggel over de Resource Restriction Agreement, waarin de teams onderling hebben afgesproken niet te veel geld uit te geven.
Na het verlaten van deze invloedrijke teams, werd in februari 2014 besloten om de Formula One Teams Association na 6 jaar op te heffen.

## De leden
| Lid                           | Land                | Basis                            |
| ----------------------------- | ------------------- | -------------------------------- |
| Force India F1 Team           | India               | Silverstone, Verenigd Koninkrijk |
| Caterham F1 Team              | Maleisië            | Hingham, Verenigd Koninkrijk     |
| Vodafone McLaren Mercedes     | Verenigd Koninkrijk | Woking, Verenigd Koninkrijk      |
| Mercedes AMG Petronas F1 Team | Duitsland           | Brackley, Verenigd Koninkrijk    |
| Lotus F1 Team                 | Verenigd Koninkrijk | Enstone, Verenigd Koninkrijk     |
| Marussia F1 Team              | Rusland             | Dinnington, Verenigd Koninkrijk  |
| Williams F1 Team              | Verenigd Koninkrijk | Grove, Verenigd Koninkrijk       |

## Resource Restriction Agreement
De overeenkomst moet de uitgaven van de aangesloten teams verlagen tot het niveau van begin jaren `90. De eerste overeenkomt werd getekend op 1 augustus 2009 voor het seizoen 2010.